# Bellepop
Bellepop è stato un gruppo musicale spagnolo, formato tramite la versione spagnola del format televisivo Popstars, andato in onda su Telecinco, nel 2002.
Il gruppo, formato da Elisabeth Jordán, Norma Álvarez, Davinia Arquero, Marta Mansilla e Carmen Miriam Jiménez, ha debuttato nel 2002 pubblicando, il 25 novembre 2002, l'album d'esordio intitolato Chicas al poder, che ha riscosso un buon successo in Spagna conquistando il disco d'oro. Ne è stata pubblicata una edizione speciale il 13 maggio 2003.
Il gruppo ha pubblicato anche quattro singoli, tutti dal buon successo commerciale, raggiungendo le prime posizioni della classifica locale.
Dopo il successo del primo album, le ragazze rientrarono in studio per incidere il secondo album. Le registrazioni del disco vennero anche terminate, ma successivamente l'abbandono di Elisabeth nel gruppo portò a cancellare la data di pubblicazione e ad annullare tutti gli eventi promozionali. Nel frattempo, alcuni pezzi del disco cominciarono ad apparire n rete illegalmente, ma il gruppo si sciolse successivamente nel 2004.

## Discografia

### Album
- 2002 - Chicas al poder
- 2003 - Chicas al poder - Special Edition

### Singoli
- 2002 - La vida que va
- 2002 - Si pides màs
- 2003 - Chicas al poder
- 2003 - Esta noche mando yo